# Киммель, Карл Иванович
Карл Иванович Киммель (23 октября 1922, Красноярский край — 29 сентября 2009) — советский хозяйственный, государственный и политический деятель.

## Биография
Родился в 1922 году в Красноярском крае. Член КПСС с 1943 года.
С 1938 года — на хозяйственной, общественной и политической работе. В 1938—1987 гг. — бухгалтер в Бородинском зерносовхозе Рыбинского района, бухгалтер на Ирбейской перевалочной базе Ирбейского района Красноярского края, участник Великой Отечественной войны, исполняющий обязанности прокурора Сааремааского уезда, заместитель прокурора Вирумааского уезда, прокурор, начальник отдела Прокуратуры Эстонской ССР, прокурор Пярнуской области, заместитель Прокурора Эстонской ССР, Прокурор Эстонской ССР.
Избирался депутатом Верховного Совета Эстонской ССР 8-11-го созывов.
Умер в 2009 году.